# Holland Bakery
Holland Bakery – indonezyjska sieć piekarni należąca do przedsiębiorstwa PT Mustika Citra Rasa.
Sieć składa się z 22 oddziałów, które zarządzają ponad czterystoma placówkami, obecnymi w różnych miastach Indonezji. Siedziba Holland Bakery mieści się w stolicy kraju – Dżakarcie.
Holland Bakery zostało założone w 1978 roku.